# Marijin vjesnik
Marijin vjesnik je bio hrvatski iseljenički list.
Izlazio je u Essenu od 1966.
Uz ovaj list je uveliko vezano ime zagrebačkog svećenika Franje Lodete, župnika hrvatske katoličke župe u Essenu.

## Vanjske poveznice i izvori
- Hrvatska revija[neaktivna poveznica] Vilim Cecelja: Uspomeni Franje Lodete ― hrvatskog župnika
- Hrvatska revija[neaktivna poveznica] Antun Knežević: Franjo Lodeta ― župnik prve hrvatske župe u Europi : uz 65. godišnjicu života hrvatskog župnika u Essenu